# 탕진잼
탕진잼(蕩盡-)은 "탕진하는 재미"에서 나온 대한민국의 신조어로 자신의 경제적 한도 내에서 마음껏 낭비하며 느끼는 즐거움을 뜻한다. 자질구레한 생활 용품이나 화장품, 문구류 등을 아낌 없이 구입하는 것이나 맛집, 여행 등에 크지 않은 금액을 마음껏 지출하는 것 등에서 느끼는 재미를 일컬으며, 푼돈을 소소하게 낭비하는 것이지만 "탕진"으로 부른다는 면에서 자조적 의미를 지니기도 한다. 저성장 시대 젊은 층의 불안감을 반영하는 소비 트렌드로도 분석된다.

## 역사
2014년 웹툰 《즐거우리 우리네 인생》 제78화에 "돈을 쓰고 돌아다니는 건 신나고 재밌는 것 같아! 탕진잼!"이라는 대사가 처음 등장했다. 2019년에는 "tangjinjaem"으로 로마자화되어 《포린 폴리시》 등 외국 매체에 소개되기도 했다.

## 비슷한 개념
- 일본어에는 프티 사치(プチ奢侈 푸치샤시[*]→작은 사치)라는 말이 있다. "작다"는 뜻의 프랑스어 "프티"와 "사치"를 결합한 말로, "작은 사치"라는 뜻이다. 또한 소확행(小確幸 쇼갓코[*])은 "작지만 확실한 행복"을 뜻하는 준말로, 소소한 소비를 통해 느끼는 행복을 표현하는 신조어이다.
- 중국어에는 월광족(月光族, yuèguāngzú 웨광쭈→달빛족)이라는 말이 있다. 달마다 월급을 다 써버리는 사람을 뜻한다. 중국어 "광"은 "빛"을 뜻하기도 하지만, "조금도 남지 않다"라는 뜻도 지닌다.

## 같이 보기
- 노동 빈곤층
- 시발 비용
- 지름신